# Franz Křepek
Franz Křepek (9. ledna 1855 Dolní Nezly – 28. dubna 1936 Naděje) byl český sudetoněmecký politik v období Rakouska-Uherska i první československé republiky, po roce 1918 působil ve funkci předsedy strany Německý svaz zemědělců (BdL).

## Život
Narodil se v rodině sedláka. V matrice římskokatolické farnosti Býčkovice bylo jeho jméno zapsáno v latinském tvaru Franciscus Kržepek. Jelikož jeho mateřským jazykem byla němčina, z jeho křestního jména se stal Franz, na háčku ve svém jméně trval. Navštěvoval reálku v Litoměřicích, tu zakončil v roce 1873. Vystudoval půdoznalectví na Vysoké škole zemědělské ve Vídni. V některých pramenech se uvádí, že studoval i na technice.

## Politika
Do politiky vstoupil roku 1881, kdy se stal vedoucím obchodního oddělení německé agrární strany pro Čechy. Působil ve funkci poslance Českého zemského sněmu (1886–1899). Na Český zemský sněm byl zvolen v doplňovacích volbách v listopadu 1886 za kurii venkovských obcí, obvod Litoměřice, Lovosice, Úštěk. Uspěl zde pak i v řádných zemských volbách roku 1889. Uvádí se tehdy jako německý liberál. Mandát za německé liberály obhájil ve svém obvodu i v zemských volbách roku 1895.
Ve volbách do Říšské rady roku 1885 získal i mandát v Říšské radě (celostátní zákonodárný sbor), kde reprezentoval kurii venkovských obcí, obvod Karlovy Vary, Jáchymov atd. Mandát obhájil ve volbách do Říšské rady roku 1891 a ve vídeňském parlamentu setrval do konce jeho funkčního období, tedy do roku 1897.
Ve volbách roku 1885 se na Říšskou radu dostal jako kandidát klubu Sjednocené levice, do kterého se spojilo několik ústavověrných (liberálně a centralisticky orientovaných politických proudů). Po rozpadu Sjednocené levice přešel do frakce Německý klub. V roce 1890 se uvádí jako poslanec obnoveného klubu německých liberálů, nyní oficiálně nazývaného Sjednocená německá levice. I ve volbách roku 1891 byl na Říšskou radu zvolen za klub Sjednocené německé levice. Z tohoto klubu vystoupil roku 1896.
Po vzniku republiky v roce 1918 spoluzaložil novou agrární stranu českých Němců Svaz zemědělců (Bund der Landwirte). Později působil jako předseda této strany. V parlamentních volbách v roce 1920 získal poslanecké křeslo v Národním shromáždění. Po parlamentních volbách v roce 1925 se stal senátorem. Post zastával do roku 1929. Ve volbách v roce 1925 se Německý svaz zemědělců (kandidovala s ním i Německá živnostenská strana) stal vůbec nejsilnější parlamentní formací německé menšiny. Podle údajů k roku 1920 byl Křepek profesí majitelem realit v Litoměřicích.
V komunálních volbách v roce 1931 zvítězila v Litoměřicích koalice Německý občanský blok se ziskem 37,5 % hlasů. V důsledku toho nastala v místech, kde tato koalice ovládla radnice, politická krize vlivem její neochoty spolupracovat s tehdejší československou vládou Františka Udržala. Vláda ji nakonec řešila přímým jmenováním starostů. Kandidátem pro Litoměřice se stal Franz Křepek. Vláda ho jmenovala litoměřickým starostou 29. prosince 1933. V této funkci působil až do 28. dubna 1936, kdy byl na honu v lesích Lužických hor nedaleko obce Svor v blízkosti zřícenin hradu Milštejna nešťastnou náhodou zastřelen. Okolnosti této nehody nejsou dosud objasněny.
Byl zastáncem aktivní spolupráce Čechů a Němců v demokratickém Československu. Úzce spolupracoval s československou vládou a měl osobní vztahy s prezidentem T. G. Masarykem a předsedou agrárníků Antonínem Švehlou. Jeho politické snahy o praktické zapojení celé německé menšiny do politického života státu však ve 30. letech 20. století vyústily v neúspěch. Byl zemědělským odborníkem a věnoval se šermu. Jeho hrob je dodnes zachován v obci Soběnice.